# Sophia van Pommeren (1370-1405)
Sophia van Pommeren (1370 — 22 september 1405) was een Pommerse prinses uit de Greifen-dynastie. Sophia was de oudste dochter van hertog Wartislaw VI van Pommeren-Barth en Anna van Mecklenburg. In 1388 trouwde ze met hertog Hendrik de Milde van Brunswijk-Lüneburg. Sophia stierf in 1405. Haar man hertrouwde in 1409 met Margaretha van Hessen.

## Kinderen
Sophia en Hendrik hadden twee kinderen:
- Willem I de Zegerijke (1392-1482)
- Catharina (1395-1442), getrouwd met Frederik I van Saksen